# رهاب الأكل
رُهابُ الأَكْل هو عسر في البلع ذو أسباب نفسية المنشأ، عَرضهُ الاساسي الخوف من البلع. يتم التعبير عن هذا الخوف بشكاوى متعددة تتعلق بالبلع، دون أي سبب جسماني واضح أو تحاليل مخبرية إيجابية. وقد كان يُطلق على هذه الحالة رُهاب الاختناق؛ ولكن اُقتُرِحَ فيما بعد أنه يجب التمييز بين الخوف من البلع (أي ابتلاع وادخال لُقيمات الطعام) والخوف من الاختناق بها.
يُصنف رهاب الأكل على أنه رهاب خاص، ووفقًا لتصنيف الدليل التشخيصي والإحصائي للاضطرابات النفسية، ينتمي رهاب الأكل إلى فئة «أنواع الرهاب الأخرى». قد يؤدي رهاب الأكل إلى سوء التغذية وفقدان الوزن. في الحالات الأخف حدة، يأكل الشخص المُصاب برهاب الأكل الأطعمة اللينة والسائلة فقط.